# Tony Richards (calciatore)
Anthony Willis Richards, conosciuto principalmente come Tony Richards (Birmingham, 6 marzo 1934 – 4 marzo 2010) è stato un calciatore inglese, di ruolo attaccante.

## Carriera
Tra il 1951 ed il 1954 è tesserato del Birmingham City, club della sua città natale ed in cui già aveva giocato a livello giovanile: non riesce comunque mai ad esordire in prima squadra (complice anche il servizio militare), e nel 1954 si trasferisce in terza divisione al Walsall; qui fa il suo esordio tra i professionisti nel 1954, all'età di 20 anni, realizzando 22 reti in 32 presenze in terza divisione.
Negli anni seguenti continua a giocare stabilmente titolare ed a segnare con buona regolarità (la stagione meno prolifica è la 1955-1956 con 14 gol): il club, invece, dopo altre 3 stagioni in terza divisione, nel 1958 scende nella neonata Fourth Division, campionato che vince nella stagione 1959-1960. L'anno seguente arriva una nuova promozione, dalla terza alla seconda divisione, grazie anche alle 36 reti (che gli consentono di vincere il titolo di capocannoniere del campionato) in 45 presenze di Richards; nel campionato 1961-1962 e nella prima metà della Second Division 1962-1963 Richards gioca in seconda divisione, categoria in cui mette a segno 13 reti in 57 presenze, per poi passare nel gennaio del 1963 al Port Vale.
Con i Valiants mette a segno 13 reti in 14 presenze nella parte finale della Third Division 1963-1964, mentre nella Third Division 1964-1965 è ancora titolare, con 12 reti in 30 presenze. L'anno seguente gioca solamente una partita, ed il club retrocede in Fourth Division, categoria in cui Richards nella stagione 1965-1966, la sua ultima da professionista, mette a segno 5 gol in 18 presenze. Chiude infine la carriera giocando a livello semiprofessionistico con il Nuneaton Borough (181 partite ed 85 reti in Southern Football League) e con il Dudley Town.
Con 198 reti in partite ufficiali (di cui 184 in campionato) è il terzo miglior marcatore della storia del Walsall, dietro solamente a Gilbert Alsop ed Alan Buckley.

## Palmarès

### Club

#### Competizioni nazionali
- Campionato inglese di quarta divisione: 1

Walsall: 1959-1960

### Individuale
- Capocannoniere della Third Division: 1

1960-1961 (36 reti)